# Apulische Ragwurz
Die Apulische Ragwurz oder Apulische Hummel-Ragwurz (Ophrys fuciflora subsp. apulica) ist eine Unterart von der Pflanzenart Ophrys fuciflora aus der Gattung Ragwurzen (Ophrys) innerhalb der Familie der Orchideen (Orchidaceae).

## Beschreibung

### Vegetative Merkmale
Die Apulische Ragwurz wächst als ausdauernde krautige Pflanze und erreicht Wuchshöhen von 10 bis 30, selten bis zu 55 Zentimetern.

### Generative Merkmale
Die Blütezeit reicht von April bis Mai. Der Blütenstand enthält meist nur drei bis acht, manchmal aber auch bis zu 14 Blüten.
Die zwittrigen Blüten sind zygomorph und dreizählig. Die Kelchblätter sind bei einer Länge von 14 bis 17 Millimetern sowie einer Breite von 6,5 bis 9,5 Millimetern ei-lanzettlich und erscheinen grünlich oder rosafarben bis rot. Die Kronblätter (Petalen) sind 5 bis 9 Millimeter lang und 3 bis 5 Millimeter breit und dunkler. Die längskonvex stark gewölbte Lippe ist bei einer Länge von 13 bis 18 Millimetern sowie einer Breite von 11 bis 15 Millimeter trapezförmig und ist am hinteren Rand (Schulter) kurz behaart. Sie ist an den vorderen Rändern aufgebogen. Das meist ausgedehnte und reich gegliederte Saftmal ist bräunlich-violett mit hellem Rand.
Die Chromosomenzahl beträgt 2n = 36.

## Vorkommen
Man findet Ophrys fuciflora subsp. apulica meist im Süden Italiens und selten in Sizilien. In der Toskana wurden ähnliche Pflanzenexemplare entdeckt. Deren Verwandtschaftsverhältnis zur Apulischen Ragwurz ist aber noch nicht abschließend geklärt.
Ophrys fuciflora subsp. apulica findet man auf Magerrasen, Garriguen, lichten Eichen- und Kiefernwäldern mit basenreichen Böden bis zu einer Höhenlage von etwa 1000 Metern.

## Ökologie
Als Bestäuber wurde Tetralonia berlandi beobachtet.

## Taxonomie
Die Erstbeschreibung erfolgte 1970 unter dem Namen (Basionym) Ophrys fuciflora subsp. apulica O.Danesch & E.Danesch durch Othmar Danesch und Edeltraud Danesch in Die Orchidee (Hamburg) Band 21, Seite 17. Synonyme für Ophrys fuciflora subsp. apulica O.Danesch & E.Danesch sind Ophrys holoserica subsp. apulica (O.Danesch & E.Danesch) Buttler, Ophrys apulica (O.Danesch & E.Danesch) O.Danesch & E.Danesch. (Stand 2007)